# 고별 (1967년 영화)
"고별"은 한국에서 제작된 고영남 감독의 1967년 영화이다. 신영균 등이 주연으로 출연하였고 이수희 등이 제작에 참여하였다.

## 출연

### 주연
- 신영균
- 고은아

## 기타
- 조명: 오인환
- 미술: 홍성칠